# Ocat
Ocat (lat. acetum) ili kvasina, kvas je ujedno začin i sredstvo za konzerviranje kiselog okusa. Proizvodi se postupkom vrenja alkoholnih tekućina. Sadrži između 5 i 15,5 % octene kiseline. sadrži 75%Alkohola

## Proizvodnja
Proizvodnja octa je jedan od najstarijih prehrambenih proizvodnih postupaka čovječanstva.
Uglavnom se proizvodi od alkoholnih pića kao primjerice iz vina jabukovače ili u Aziji iz rižinog vina. 

## Primjene
Primjene octa su vrlo raznolike. Između ostalog, on se rabi kao:
- dodatak ili začin (uglavnom za salate, kiseljena povrća i voće)
- važan je sastojak u proizvodnji senfa
- razrijeđen s vodom kao bezalkoholno piće
- sredstvo za konzerviranje hrane
- sredstvo za čišćenje (sredstvo za uklanjanje kamenca)
- prirodni lijek u tradicionalnoj medicini

## Vanjske poveznice
- Ocat Hrvatska tehnička enciklopedija, portal hrvatske tehničke baštine. LZMK